# Verwaltungsgemeinschaft Annaburg
In der Verwaltungsgemeinschaft Annaburg waren die Gemeinden Bethau, Groß Naundorf und Purzien sowie die Stadt Annaburg, die Verwaltungssitz war, im sachsen-anhaltischen Landkreis Wittenberg zusammengeschlossen. Bereits am 16. Februar 2003 wurde die Gemeinde Purzien in die Stadt Annaburg eingegliedert. Am 1. Januar 2005 erfolgte dann die Fusion mit der ebenfalls aufgelösten Verwaltungsgemeinschaft Heideck-Prettin zur neuen Verwaltungsgemeinschaft Annaburg-Prettin.